# Кретас
Кретас (ісп. Cretas, кат. Cretes,Queretes) — муніципалітет в Іспанії, у складі автономної спільноти Арагон, у провінції Теруель. Населення — 618 осіб (2010).
Муніципалітет розташований на відстані близько 330 км на схід від Мадрида, 130 км на північний схід від міста Теруель.

## Демографія
Динаміка населення (INE ):

## Галерея зображень

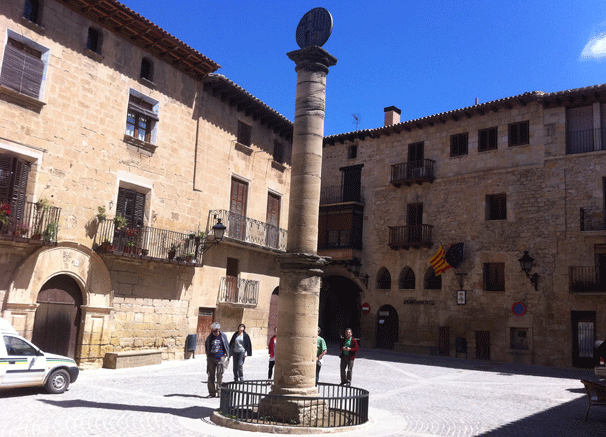
Центральна площа